# Burtscheider Viadukt
Das Burtscheider Viadukt wurde 1838–1840 als erstes großes deutsches Eisenbahnviadukt durch die Rheinische Eisenbahn-Gesellschaft gebaut und ist eine der ältesten noch genutzten Eisenbahnbrücken Deutschlands. Sie befindet sich im Vorfeld des Aachener Hauptbahnhofs auf der Bahnstrecke Köln–Aachen.

## Bahnverkehr
Das Burtscheider Viadukt liegt auf der zweigleisigen Bahnstrecke Köln–Aachen zwischen den Bahnhöfen Rothe Erde und Aachen Hauptbahnhof. Im internationalen Fernverkehr in Ost-West-Richtung ist dies die einzige Hauptstrecke nach Belgien. Auf der Strecke verkehren Hochgeschwindigkeitszüge zwischen Köln und Paris sowie zwischen Frankfurt und Brüssel. Über die Brücke fährt außerdem der Regionalverkehr in Richtung Stolberg und Düren, sowie der umfangreiche nationale und internationale Güterverkehr.

## Konstruktion

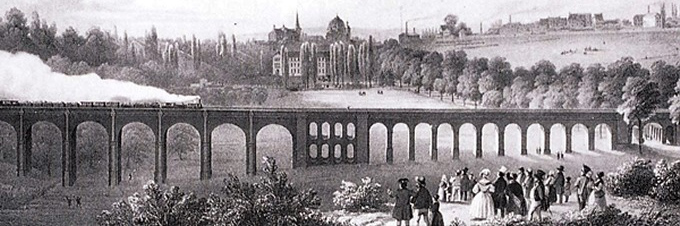
Burtscheider Viadukt um 1840

Nach Plänen der Ingenieure A.E. Pickel und F. Wittfeld wurde 1838 mit dem Bau des Viaduktes über das Wurmtal (damals Kalter Bach und Warmer Bach) in Burtscheid begonnen. Am 1. September 1841 konnte die Brücke eröffnet werden. Das Bauwerk war ursprünglich 277 Meter lang und bis zu 16 Meter hoch und vollständig aus Backstein gemauert.
Ab dem östlichen Widerlager beginnen drei Bögen mit je 2,7 Meter Stützweite. Dem schließt sich eine Bogenreihe mit acht großen Bögen an, die jeweils 12,2 Meter Stützweite aufweisen. Es folgt ein so genanntes „aufgelöstes Widerlager“, ein großer Mittelpfeiler mit je vier Bögen in zwei Reihen übereinander. Danach folgen weitere elf Bögen mit je 6 Metern Stützweite. Abschließend lag am westlichen Widerlager die Überführung über die Kurbrunnenstraße. Am 16. Oktober 1944, kurz vor der Einnahme Aachens durch die Alliierten, wurde diese Überführung von einem SS-Kommando gesprengt. Der zerstörte Bogen wurde nach dem Krieg durch eine Stahlbrücke ersetzt. Die Länge des gemauerten Viaduktes beträgt jetzt 251 Meter.

## Mehrfacher Ausbau
- Im Zuge der Elektrifizierung der zweigleisigen Strecke Mitte der 1960er Jahre wurde eine Betonfahrbahnplatte aufgebracht. Damit beträgt die Überbaubreite nun 10,24 Meter. In den 1980er Jahren wurde zudem die Unterseite der großen Bögen mit Spritzbeton verkleidet.
- Messungen am Bauwerk ergaben 2006, dass die Belastbarkeit der Konstruktion nicht mehr ausreichte und nicht länger den Anforderungen einer modernen Eisenbahninfrastruktur entsprach. In einem umfangreichen Erneuerungskonzept wurden 2007–2009 die Mauerwerksbögen durch eine neue Stahlbetonschalenkonstruktion abgefangen und die Lasten aus den großen Gewölben über zusätzliche auf Pfählen gegründete Balkenrostsysteme abgestützt. Diese Maßnahmen mussten ohne Eingriff in den Bahnverkehr auf der Hauptstrecke Köln–Aachen erfolgen, und ohne den historischen Gesamteindruck des denkmalgeschützten Bauwerks allzu sehr zu verändern.[2]
- Nachdem der Streckenabschnitt zwischen Stolberg Hbf und Aachen West 2019 zum überlasteten Schienenabschnitt erklärt wurde, gibt es im Plan zur Erhöhung der Schienenkapazität (PEK) vom 8. Dezember 2020 Abschnitt 4.2.2. Seite 31[3] den Vorschlag zum 3-gleisigen Ausbau des Viadukts.

## Bildergalerie

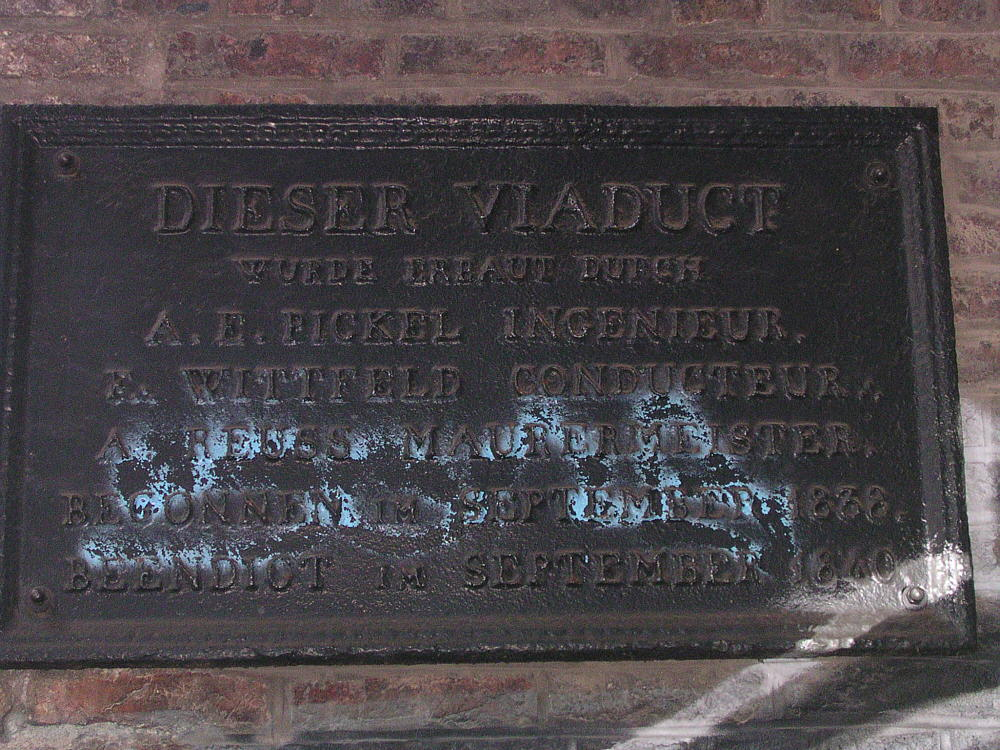
Grundsteintafel am Burtscheider Viadukt
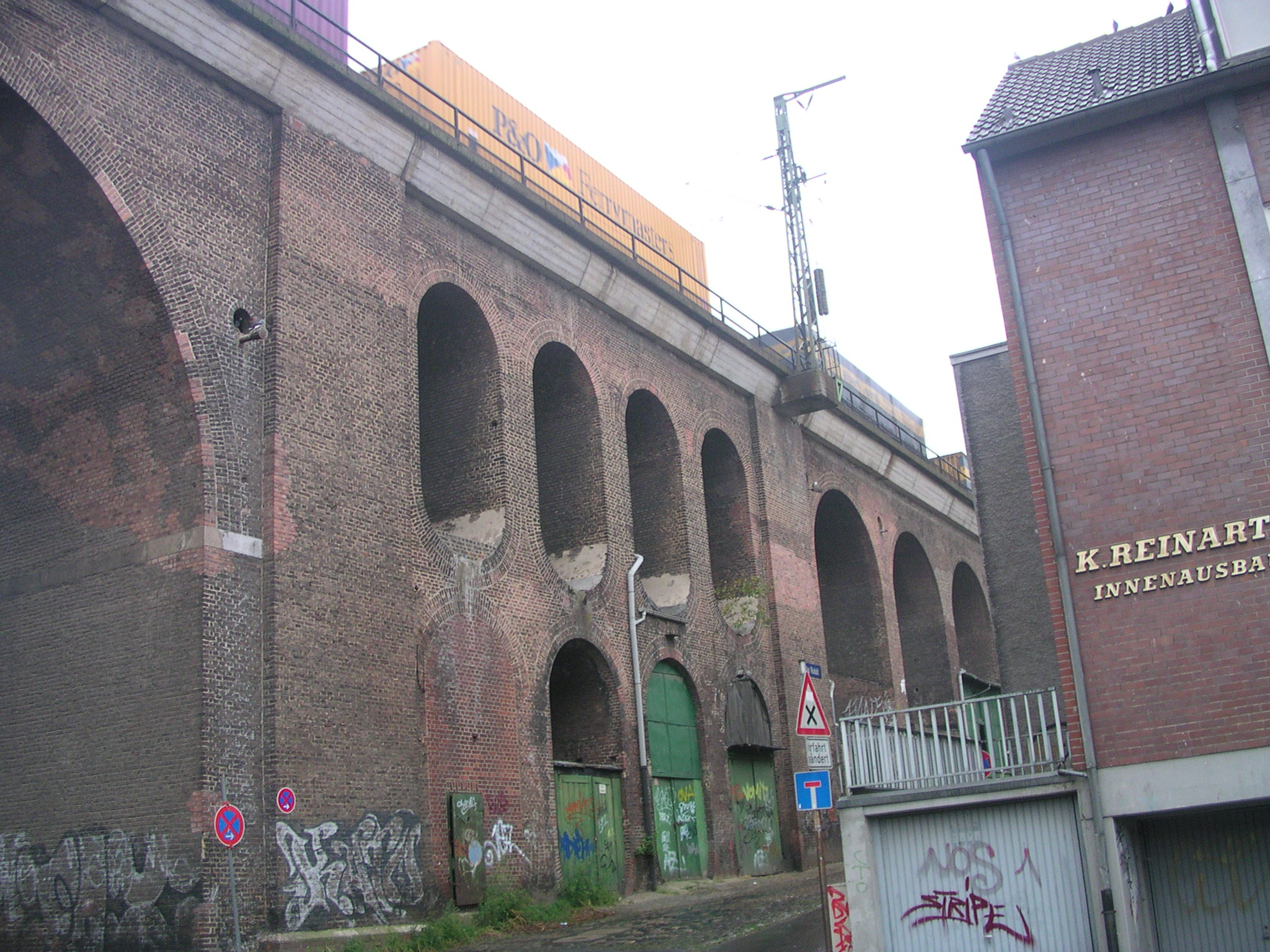
Viadukt 2005 (vor der Sanierung)
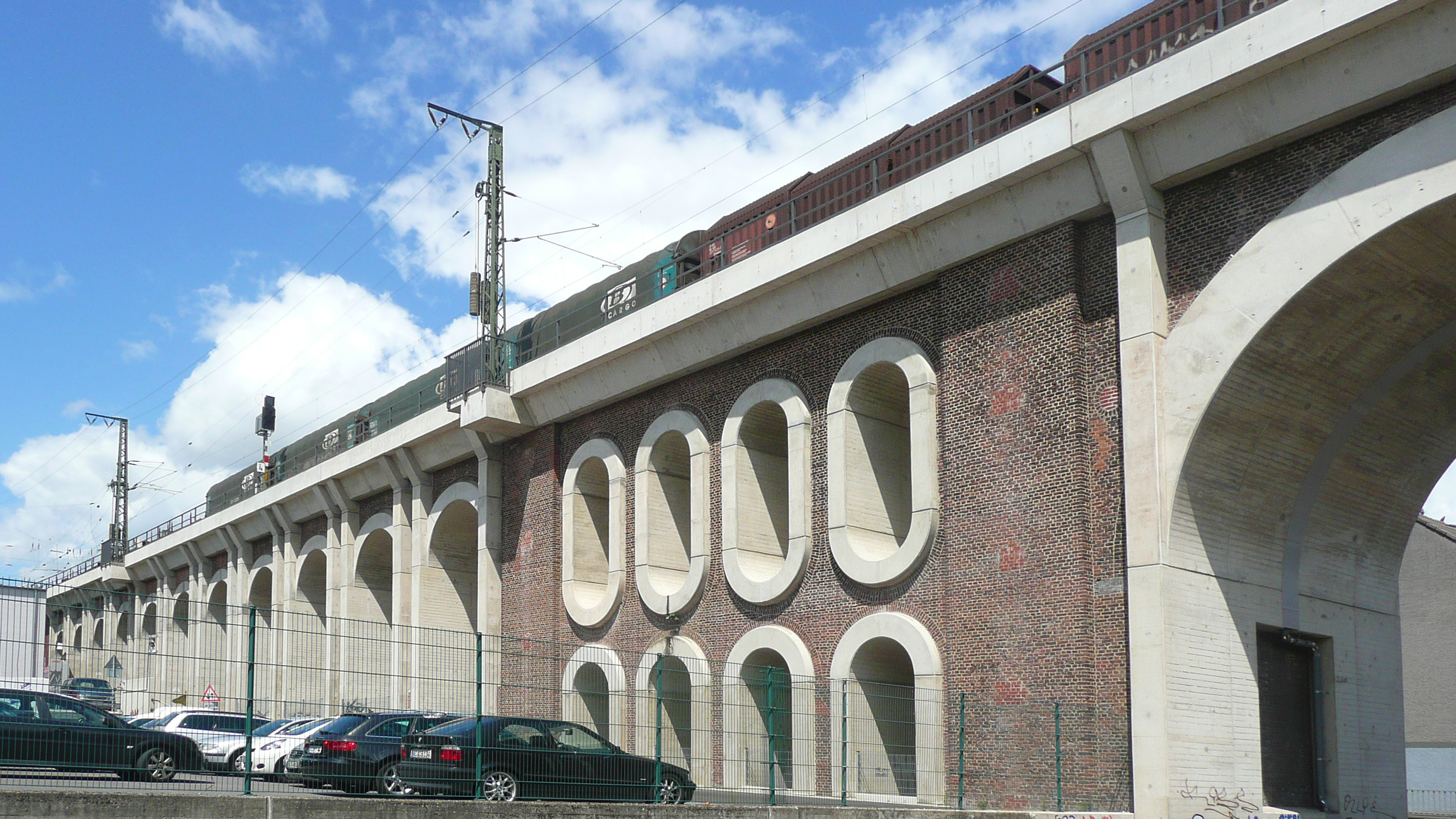
Mittelpfeiler
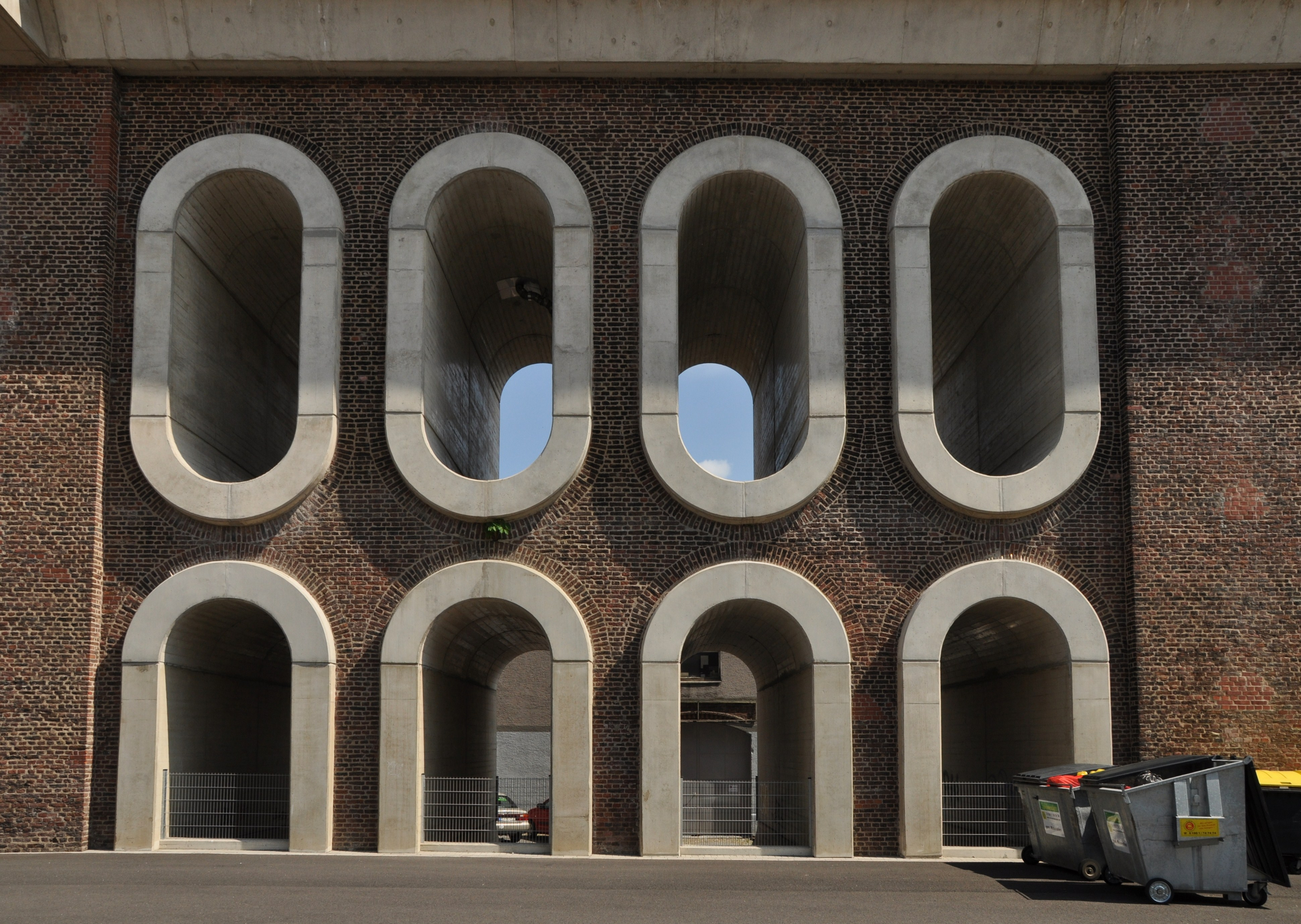
Seitenansicht der Mittelsektion